# Вишкув (гміна)
Гміна Вишкув (пол. Gmina Wyszków) — місько-сільська гміна у центральній Польщі. Належить до Вишковського повіту Мазовецького воєводства.
Станом на 31 грудня 2011 у гміні проживало 39009 осіб.

## Площа
Згідно з даними за 2007 рік площа гміни становила 165.60 км², у тому числі:
- орні землі: 53.00%
- ліси: 29.00%

Таким чином, площа гміни становить 18.89% площі повіту.

## Населення
Станом на 31 грудня 2011:
| Опис     | Загалом | Загалом | Чоловіки | Чоловіки | Жінки | Жінки |
| -------- | ------- | ------- | -------- | -------- | ----- | ----- |
| одиниця  | осіб    | %       | осіб     | %        | осіб  | %     |
| все      | 39009   | 100     | 19048    | 48.83    | 19961 | 51.17 |
| міське   | 27347   | 100     | 13203    | 48.28    | 14144 | 51.72 |
| сільське | 11662   | 100     | 5845     | 50.12    | 5817  | 49.88 |

## Сусідні гміни
Гміна Вишкув межує з такими гмінами: Браньщик, Домбрувка, Жонсьник, Забродзе, Лохув, Сомянка, Ядув.